# Beichtstühle (Fristingen)

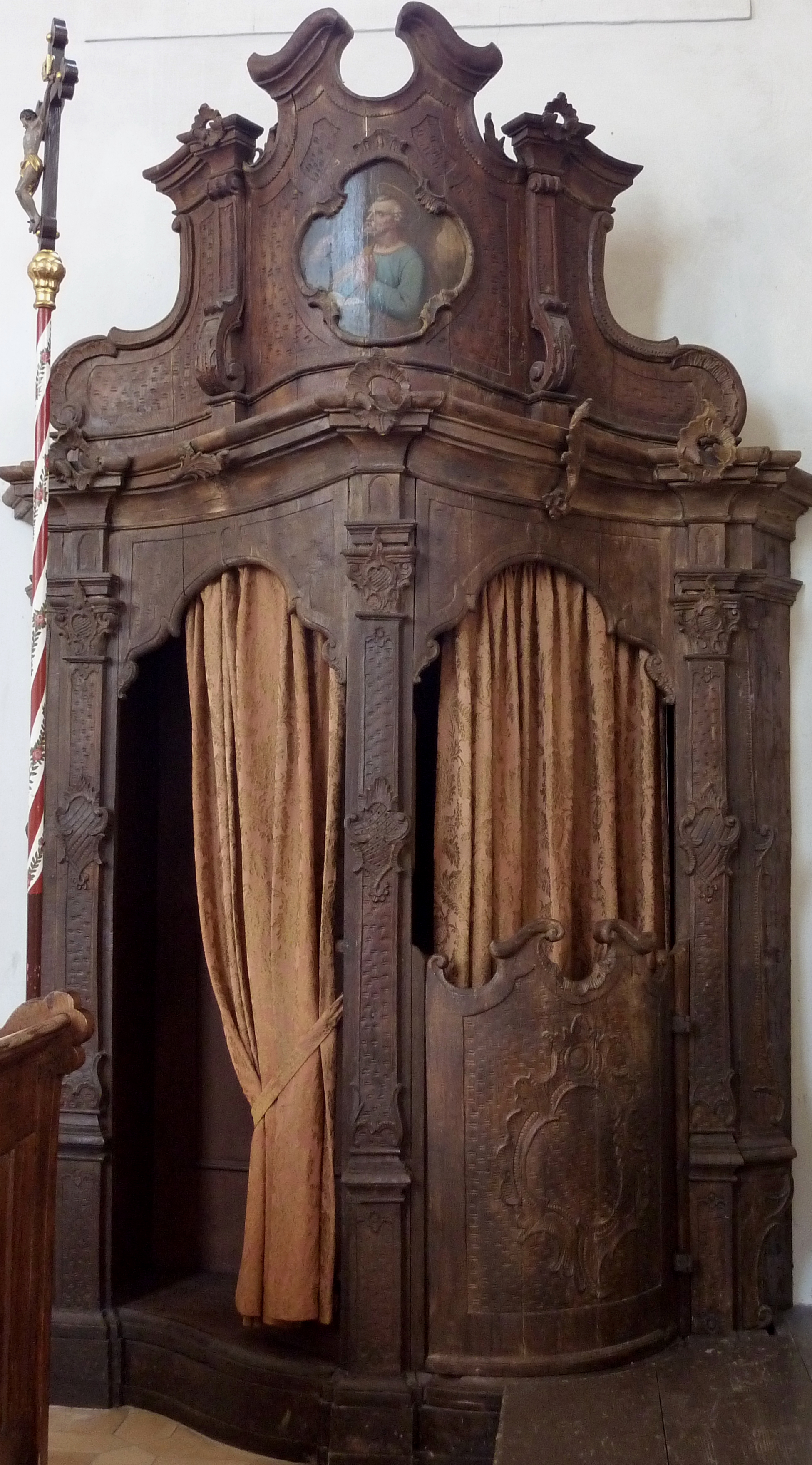
Beichtstuhl in Fristingen, im Aufsatz Ölbild des Apostels Petrus

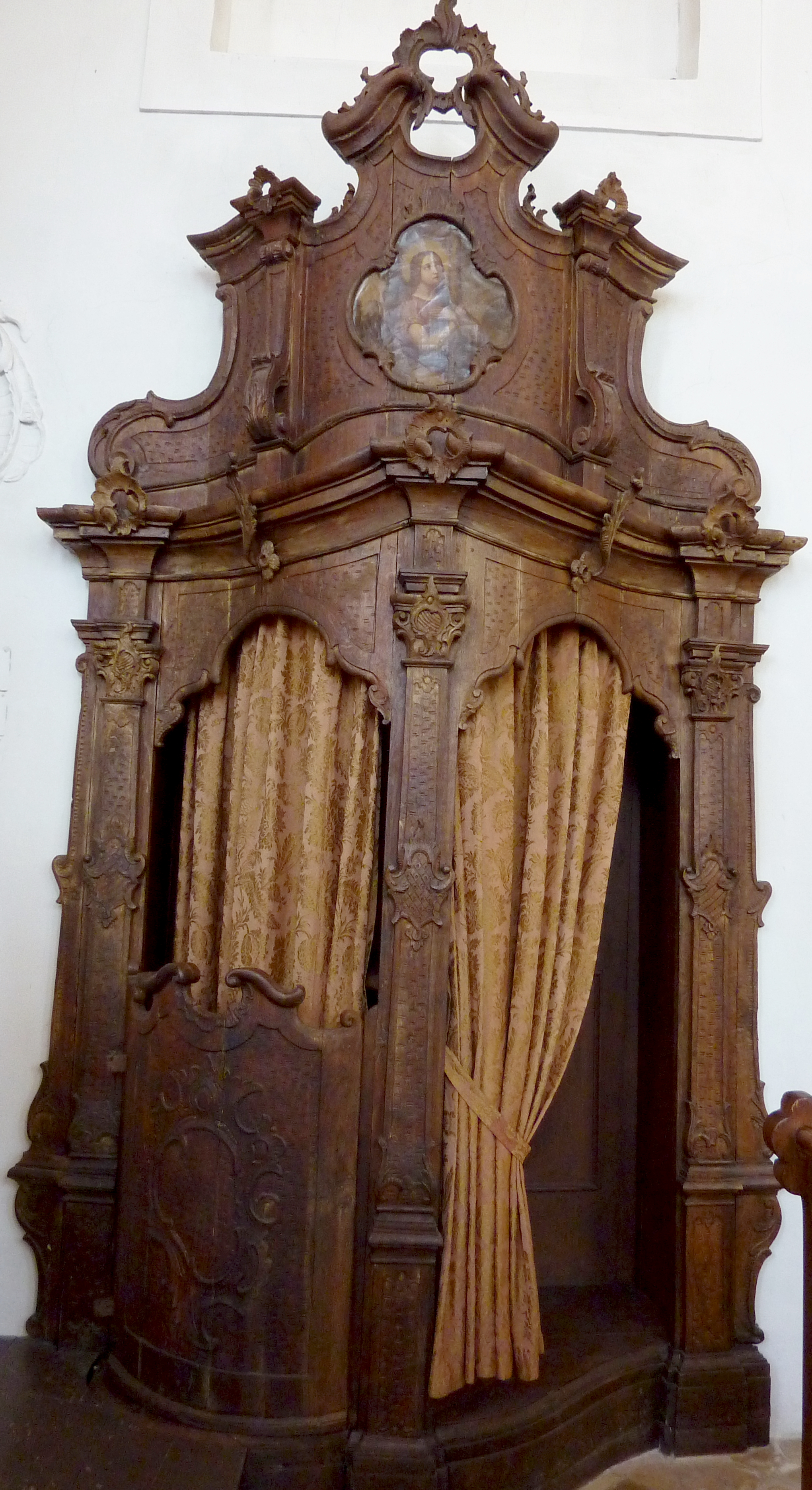
Beichtstuhl in Fristingen, im Aufsatz Ölbild der heiligen Maria Magdalena

Die beiden Beichtstühle in der katholischen Pfarrkirche St. Blasius in Fristingen, einem Stadtteil von Dillingen an der Donau im Landkreis Dillingen an der Donau im bayerischen Regierungsbezirk Schwaben, wurden 1770 geschaffen. Die Beichtstühle sind als Teil der Kirchenausstattung geschützte Baudenkmäler.
Die zweiteiligen Beichtstühle aus Holz wurden von Michael Schretzenmayer aus Mödingen geschaffen. Sie weisen eine Pilastergliederung auf und besitzen einen geschweiften, durchbrochenen Aufsatz mit Volutenkonsolen mit Muschelwerk.
In den Aufsätzen sind Ölbilder der heiligen Maria Magdalena und des Apostels Petrus zu sehen.